# Cyllopoda latiflava
Cyllopoda latiflava là một loài bướm đêm trong họ Geometridae.